# Tänie (Anatomie)
Als Tänie oder fachsprachlich Taenia (latinisiert von altgriechisch ταινία tainía „Binde, Band“) oder Bandstreifen bezeichnet man die bei einigen Säugetieren auftretenden Verstärkungen der Längsmuskelschicht (Stratum longitudinale) der Wand des Dickdarms. Tänien sind als freie Tänie (Taenia libera) entweder gut sichtbar, oder durch den Ansatz von Serosaduplikaturen bedeckt (Taenia obtecta). Die Tänien teilen die durch die Ringfalten (lat. Plicae semilunares caeci bzw. coli, wörtlich: „halbmondförmige Falten des Blind- bzw. Grimmdarms“) gebildeten Aussackungen der Dickdarmwand, die sogenannten Poschen (Haustra), in einzelne Poschenreihen. Die Zahl der Poschenreihen entspricht der Anzahl der Tänien.
Tänien kommen am Blinddarm (Taeniae caeci) und Colon (Taeniae coli) bei Menschen, Pferden, Schweinen, Hasenartigen und Meerschweinchenverwandten vor.

## Funktion
Die bedeckten Tänien dienen als Ansatzstelle für Gekröse. Darüber hinaus sind Tänien stabilisierende Elemente der Darmwand und unterstützen die Darmperistaltik.

## Tänien beim Menschen
Der Dickdarm des Menschen verfügt im Allgemeinen über drei Tänien, die Taenia libera, die Taenia mesocolica (mit dem Mesocolon transversum verwachsen) und die Taenia omentalis (mit der unteren Serosaduplikatur des großen Netzes verwachsen). 
Der Taenia libera kommt besondere Bedeutung in der Chirurgie zu, da an ihrem proximalen Ende der Wurmfortsatz (Appendix vermiformis) zu finden ist. Die Taenia libera leitet den Chirurgen bei der Suche nach dem Wurmfortsatz im Rahmen einer Appendektomie.

## Tänien des Pferdes
Der Blinddarm des Pferdes hat vier Tänien. An der rückenseitigen Tänie (Taenia dorsalis) heftet sich die Hüftdarm-Blinddarm-Falte (Plica ileocaecalis) an, die zum Auffinden des Hüftdarms (Ileum) von Bedeutung ist. Die seitliche Tänie (Taenia lateralis) dient dem Ansatz des Blinddarm-Grimmdarm-Bandes (Ligamentum caecocolicum), die übrigen beiden sind freie Tänien. Nur die rückenseitige und die innenseitige (Taenia medialis) reichen bis zur Blinddarmspitze.
Der Grimmdarm des Pferdes hat regional unterschiedliche Tänienzahlen. Der Anfangsabschnitt, die bauchseitigen Lagen des aufsteigenden Grimmdarms (Colon ascendens), hat bis zur Beckenflexur (Flexura pelvina) ebenfalls vier Tänien, wobei die dorsolaterale und -mediale dem Grimmdarmgekröse als Ansatz dienen und daher als Taenia mesocolica lateralis und medialis bezeichnet werden. Die Beckenflexur und die obere linke Längslage (Colon dorsale sinistrum) des aufsteigenden Grimmdarms haben nur eine Tänie, die dem Zwischenblinddarmband (Ligamentum intercolicum) zur Verbindung mit der bauchseitigen linken Blinddarmlage als Ansatz dienen. Die obere rechte Längslage (Colon dorsale dextrum) des aufsteigenden Grimmdarms hat drei Tänien. Das Querkolon (Colon transversum) und der absteigende Grimmdarm (Colon descendens) besitzen zwei breite Tänien, von denen eine zum Ansatz des Grimmdarmgekröses (Mesocolon descendens) dient und die gegenüberliegende frei ist.

## Übrige Säugetiere

### Tänien des Schweines
Der Blinddarm der Schweine besitzt drei Bandstreifen. Der aufsteigende Grimmdarm (Colon ascendens) ist bei Schweinen in Form eines Kegels aufgerollt. Seine äußeren, zur Kegelspitze laufenden zentripetalen Windungen (Gyri centripetales) tragen zwei Bandstreifen, die dünneren inneren zentrifugalen Grimmdarmwindungen dagegen keine mehr.

### Tänien der Hasenartigen
Der spiralig aufgerollte Blinddarm der Hasenartigen besitzt zwar Poschen, aber keine Bandstreifen. Der aufsteigende Grimmdarm (Colon ascendens) trägt dagegen zwei kräftige Tänien, die im hinteren Abschnitt bis zum Übergang in das Querkolon allmählich verstreichen.